# C.J. Perry
Catherine Joy «C.J.» Perry (Gainesville, Florida; 24 de marzo de 1985) es una luchadora profesional, actriz y modelo estadounidense. Actualmente trabaja como embajadora para la empresa WWE bajo el nombre de Lana.

## Primeros años
La mayor de cuatro hermanos, Perry nació en Gainesville, Florida en los Estados Unidos de padres de origen portugués y venezolano. Pasó varios años de su infancia en la República Socialista Soviética de Letonia en la Unión Soviética, donde su padre trabajó como misionero cristiano. Perry y su familia permanecieron en Letonia después de que declaró su independencia de la Unión Soviética en mayo de 1990. Desde muy temprana edad, Perry aspiraba a convertirse en una bailarina de ballet como su madre. Ella asistió a la Escuela de Coreografía de Riga - la escuela de ballet de la Ópera Nacional de Letonia - y empezó a bailar con el Ballet Nacional de Letonia a la edad de 14.
A la edad de 17 años, Perry regresó a los Estados Unidos. Al principio vivía en Nueva York, donde bailó en varias compañías de danza. Perry luego se inscribió en la Universidad Estatal de Florida (FSU), con especialización en danza y actuación. Mientras asistía a la FSU, Perry comenzó a asistir a los partidos de fútbol americano de los Florida State Seminoles con varias otras estudiantes, animando desde las gradas disfrazadas de vaqueras. Las estudiantes - conocidas como las «Florida State Cowgirls» - entraron en la conciencia pública después de ser reconocidas por el comentarista Brent Musburger durante un juego entre los Florida State Seminoles y los Miami Hurricanes que fue emitido por ABC en septiembre de 2005. Perry aprovechó la exposición mediática en una carrera como modelo, apareciendo en sesiones de fotos en publicaciones tales como el calendario de herramientas RIDGID y trabajando como promotora de las bebidas energizantes Matrix y Red Bull.
Al graduarse de FSU, Perry se trasladó a Los Ángeles, California con el objetivo de trabajar en el mundo de la farándula.

## Carrera musical y en actuación
En 2009, Perry se unió a «No Means Yes», un girl group firmado al sello discográfico de Ne-Yo formado por Perry (llamada «C.J.»), Kat, Shea y Tanu. El grupo lanzó un sencillo - titulado «Would You Like That» - y otros dos (titulados «7 Years Bad Luck» y «Burn Rubber») antes de disolverse en 2010. Perry declaró sobre la adhesión a «No Means Yes»: «una amiga mía en la universidad me remitió al hombre que estaba formando el grupo. Sinceramente estaba tan asustada de cantar y no sabía ni siquiera una canción para cantar en la audición así que canté 'Jesus Loves Me'. Los recuerdo diciendo que 'podemos trabajar con su tono porque tiene el aspecto adecuado y es un modelo que baila breakdance'. Estoy muy agradecida hasta este día por esa experiencia porque no creo que jamás habría conseguido el papel en Pitch Perfect si no hubiera superado mi miedo de abrir la boca y cantar». Perry pasó a trabajar como bailarina de apoyo para artistas como Keri Hilson, Nelly, Pink y Usher. En 2013, Perry protagonizó junto a Kelley Jakle en el video musical para la versión de Jakle de la canción de Paramore «Ain't It Fun».
Perry se formó como actriz en The Groundlings School bajo los profesores de actuación Lesly Kahn y Larry Moss. Ella pasó a aparecer en papeles como en un episodio del programa de televisión The Game en 2011, la película de comedia musical Pitch Perfect en 2012 y un episodio del programa de televisión Banshee en 2013. Obtuvo el papel principal en I.C.I.R.U.S. como Brit en 2011. Perry estuvo en el reparto de la secuela de Pitch Perfect, Pitch Perfect 2 en 2014. En marzo de 2015, se anunció que protagonizaría la nueva producción de WWE Studios, Interrogation.

## Carrera en lucha libre profesional

### WWE

#### 2013–2014

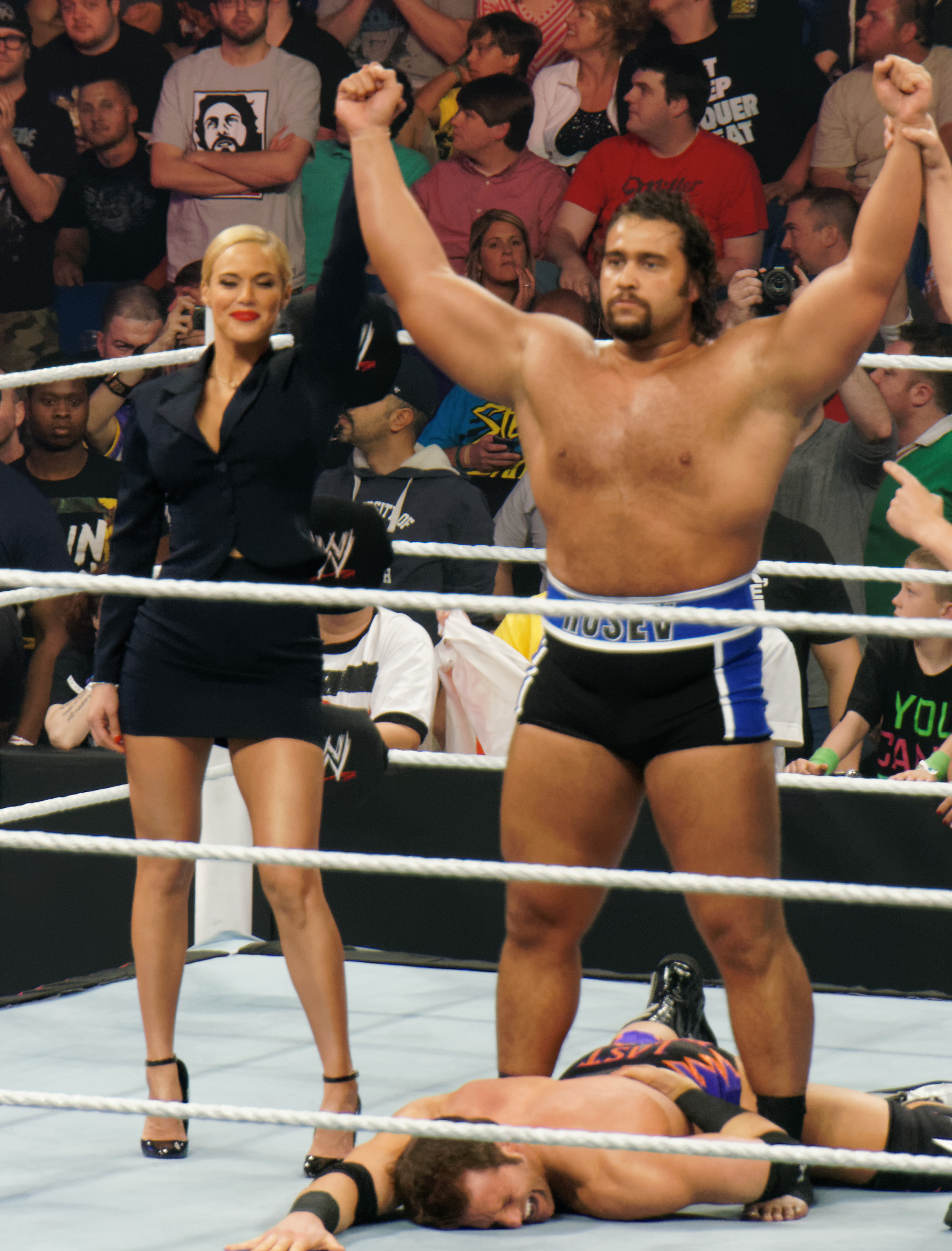
Lana (izquierda) con Rusev (derecha) en abril de 2014.

Perry firmó con la WWE en junio de 2013 y fue enviada a su territorio de desarrollo NXT. Perry debutó en NXT en el episodio del 23 de octubre de 2013 de NXT, bajo el nombre de Lana, explorando a Rusev durante su lucha contra C.J. Parker. En el episodio del 6 de noviembre de NXT, Lana le reveló a Sylvester Lefort que Rusev ahora era su cliente, y ella después lo acompañó al ring cuando derrotó a Lefort en una lucha. En diciembre de 2013, el dúo de Rusev y Lana fue comparado por la WWE al de Iván Drago y su esposa Ludmilla, los antagonistas de la película de 1985 Rocky IV.
Lana hizo su debut en el plantel principal en el episodio del 31 de enero de 2014 de SmackDown, dirigiendo a Rusev en un dark match derrotando a Tyson Kidd. Desde el 31 de enero, Lana comenzó a aparecer en viñetas anticipando el debut de Rusev en el plantel principal. El 27 de febrero, en el episodio especial NXT Arrival, Lana apareció junto con Rusev cuando este interrumpió un combate atacando a Tyler Breeze y Xavier Woods.
En febrero y marzo, Lana, junto con su cliente Rusev, comenzó a aparecer en una serie de videos promocionales y luego progresó a dirigirse al público en directo en la rampa de entrada. En la edición del 7 de abril de Raw, Rusev hizo su debut y derrotó a Zack Ryder en un squash. A principios de mayo, Lana empezó a dedicar los combates de Rusev a su «héroe», el Presidente de Rusia Vladímir Putin, y comenzó a adoptar un gimmick prorruso y antiestadounidense.

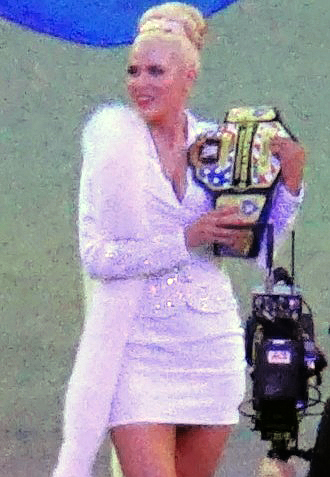
Lana con el Campeonato de los Estados Unidos haciendo su entrada hacia el ring en WrestleMania 31.

Lana hizo un comentario controvertido durante una promo en el ring antes de la lucha de Rusev contra Jack Swagger en el evento Battleground, cuando hizo comentarios culpando a los Estados Unidos de eventos mundiales actuales y alabando a Putin. Aunque no lo mencionó directamente, algunos medios de comunicación afirmaron que Lana estaba haciendo referencia a la caída del vuelo 17 de Malaysia Airlines, que ocurrió tres días antes de Battleground, para ayudar a obtener una reacción del público para Rusev en su feudo contra Swagger. Un representante de la WWE más tarde informó a TMZ.com que el segmento no fue específicamente sobre la caída del vuelo de Malaysia Airlines, señalando que la storyline Rusev-Lana «ha sido parte de la programación de la WWE por más de tres meses. La WWE pide disculpas a cualquiera que haya interpretado el segmento de anoche de esa manera y se haya ofendido».
Tras el episodio del 3 de noviembre de Raw, Rusev derrotó a Sheamus en una lucha en exclusiva del WWE Network para capturar el Campeonato de los Estados Unidos de la WWE.

#### 2015
En Extreme Rules, durante la revancha de Rusev por el campeonato, Lana obtuvo una reacción positiva por parte de la multitud, dando lugar a Rusev ordenándole que se fuera del ringside y provocando desacuerdos entre los dos. Ocurrió de nuevo en Payback, donde Cena derrotó a Rusev en un «I Quit» match cuando Lana se rindió en nombre de Rusev. Lana justificó sus acciones la noche siguiente en Raw, explicando que Rusev estaba diciendo «I quit» al árbitro en búlgaro, sólo para que Rusev la negara con dureza. Más tarde esa noche, Lana besó a Dolph Ziggler, que luego fue atacado por un frenético Rusev. En respuesta, Lana abofeteó a Rusev y se fue con Ziggler, volviéndose face y poniendo fin a su asociación en el proceso.
Rusev intentó reconciliarse con Lana en el episodio del 25 de mayo de Raw, sin éxito. A pesar de que Rusev sufrió una legítima fractura de pie, él todavía aparecería en la programación de la WWE haciendo numerosos intentos de recuperar a Lana de Ziggler. En junio, tuvieron un pequeño feudo con Rosa Mendes y Adam Rose para ver cual era mejor pareja. En el episodio del 29 de junio de Raw, después de que Lana y Ziggler confirmaron su relación (en storyline), Lana fue insultada y abofeteada por la nueva mánager de Rusev Summer Rae, lo que llevó a Lana a atacar a Rae. El 20 de julio en un segmento con Summer Rae y Rusev, Summer estreno un nuevo Look (que era igual al de Lana). Rusev beso a Rae y esta última abofeteo a Lana; esa misma noche interfirió en el combate de equipo de Rusev atacando a Summer.
El 10 de agosto en RAW Lana fue comentarista entre la lucha de Rusev y Mark Henry, por la lucha atacó a Summer Rae, tras esto Rae entró al ring a Lana para atacarla brutalmente. El 17 de agosto en Raw fue de nuevo comentarista entre la lucha de Rusev y Mark Henry, luego del combate, Lana atacó a Rae, en donde Dolph Ziggler regresó atacando a Rusev.
En SummerSlam luego del combate entre Ziggler y Rusev (en el que no hubo ganador ya que ambos terminaron sin resultado por doble cuenta afuera del ring) Lana y Rae se atacaron en el ring. La noche siguiente en Raw mientras Ziggler y Rusev estaban en un combate por equipos de 8 hombres, Lana atacó a Rae luego de que esta última abofeteara a Ziggler. El 31 de agosto Summer Rae atacó a Ziggler en su combate contra Rusev, esto provocó que Lana atacara a Rae. Luego del combate Rae se metió en el vestuario de Ziggler mientras este se duchaba; esto provocó una leve ruptura entre Ziggler y Lana. Poco tiempo después, se dijo que Lana estaría unos 4 meses ausente debido a una lesión en la muñeca producida en un house show celebrado en Fairfax, Virginia. Regresó como heel, volviendo a aliarse con Rusev.

#### 2016-2017

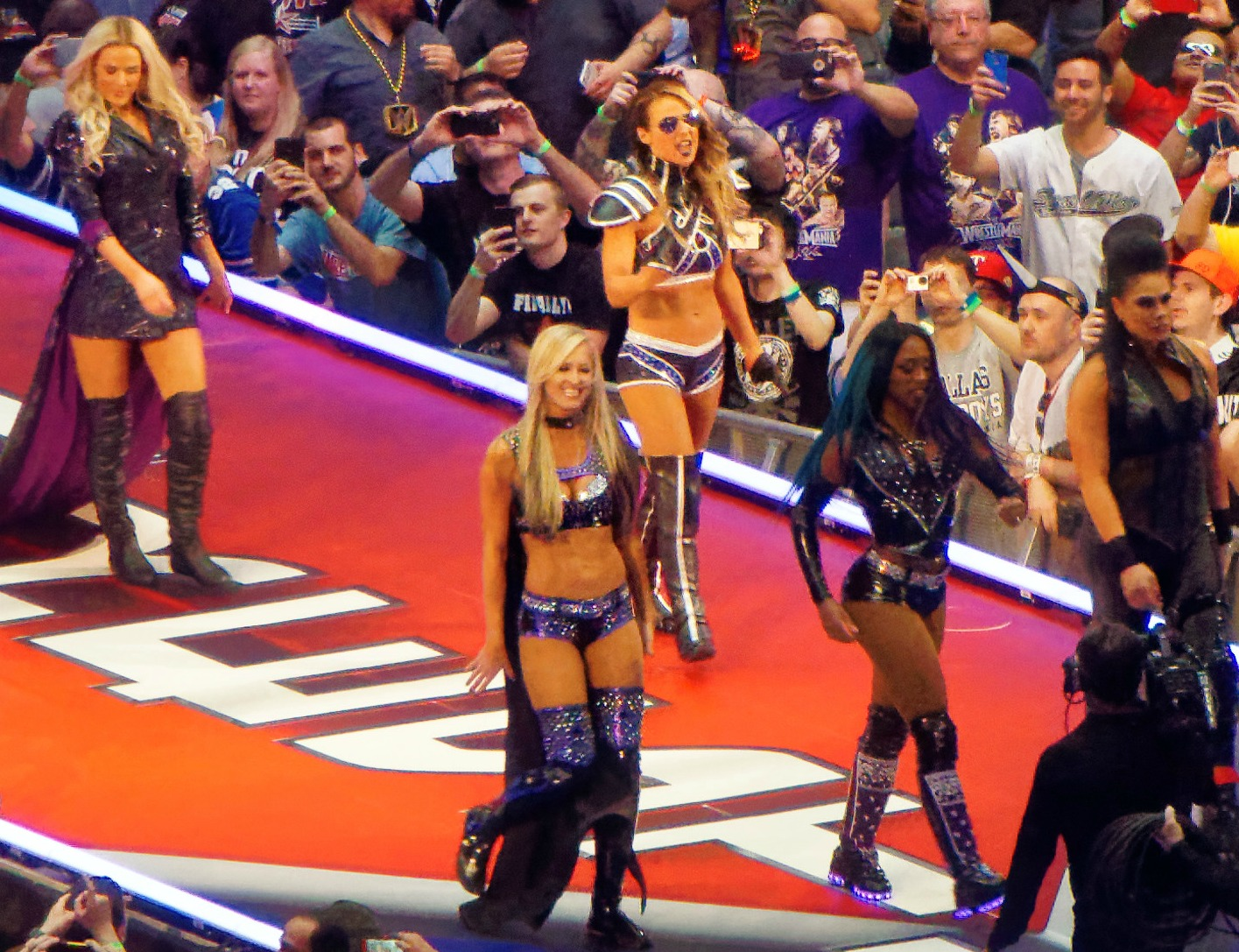
Lana (en el fondo), junto a las demás miembros del Team B.A.D. & Blonde en WrestleMania 32.

El 29 de febrero de 2016 en episodio de Raw, Lana se enfrentó a Brie Bella durante un segmento en bastidores, argumentando que los fanes de Bella sólo la apoyaban por lástima por tener un "mal marido". En el episodio del 14 de marzo de Raw, distrajo a Brie durante una lucha por equipos contra el Team B.A.D. (Naomi y Tamina), causando que perdiera y aliándose con las ganadoras. En el episodio del 22 de marzo de Main Event, introdujo a Emma y Summer Rae como parte de sus aliadas. Como resultado, Lana se enfrentó a Bella en una lucha por equipos en el pre-show de WrestleMania 32, en lo que fue el debut de Lana en el ring, que su equipo Team B.A.D. & Blonde (Naomi, Tamina, Emma, Summer Rae y Lana) fue derrotado por las Total Divas (Brie Bella, Alicia Fox, Eva Marie, Paige y Natalya). El 19 de julio, Rusev y Lana fueron escogidos para pertenecer a Raw debido el Draft. En noviembre y diciembre ayudó a Rusev en su feudo contra Enzo Amore, llegando a seducir a este último solamente para dejarlo humillado.  
El 11 de abril de 2017, Lana fue reclutada por la marca SmackDown Live! como parte del WWE Shake-up. Mientras las viñetas que promocionaban su regreso televisado salían al aire, Lana luchó en los eventos en vivo de NXT ese mismo mes. Lana regresó en el episodio del 6 de junio de SmackDown Live, iniciando una disputa con la campeona de la marca, Naomi. El 18 de junio en Money in the Bank, Lana fue derrotada por Naomi en su primer partido individual televisado, tras una distracción de Carmella, en un combate con el Campeonato Femenino de SmackDown en juego. Ella siguió compitiendo contra Naomi dos veces más en los episodios del 27 de junio y el 4 de julio de SmackDown Live, saliendo derrotada rápidamente en ambas ocasiones. El 23 de julio en el Battleground, Lana compitió en un combate eliminatorio  para determinar la contendiente número uno del Campeonato Femenino de SmackDown, siendo eliminada por Becky Lynch. Tras esto, en verano se convirtió en la mánager de Tamina, prometiendola que la llevaría a ganar el Campeonato Femenino, y acompañándola así a todas sus luchas por el resto del año. A finales de diciembre, junto a Tamina, Natalya y Carmella tuvieron un feudo con The Riott Squad (Ruby Riott, Liv Morgan y Sarah Logan).

#### 2018-2019
En Royal Rumble, el 28 de enero de 2018, Lana participó en el primer Women's Royal Rumble entrando como la participante #13, pero fue eliminada por Michelle McCool. Lana compitió en el WWE Mixed Match Challenge, formando equipo con Rusev, donde derrotaron a Elias y Bayley en la primera ronda, marcando la primera victoria oficial de Lana en la WWE. Sin embargo, fueron derrotados por Charlotte Flair y Bobby Roode el 13 de marzo, siendo eliminados de la competencia. En el episodio del 22 de mayo de SmackDown Live, Lana derrotó a Billie Kay clasificando para la lucha Money in the Bank entre mujeres, marcando su primera victoria individual en la empresa. Sin embargo, en Money in the Bank, Lana no pudo ganar el maletín.
A finales de julio del 2018, Lana se unió a Rusev y Aiden English en su rivalidad contra Andrade "Cien" Almas y Zelina Vega. En el proceso, Lana cambió a face por primera vez desde 2015. En SummerSlam, Lana y Rusev fueron derrotados por Vega y Andrade pero ganaron la revancha en el siguiente episodio de SmackDown Live. Después de la derrota de Rusev y Aiden en Hell in a Cell, este último atacó a Rusev, disolviéndose su alianza. Posteriormente, el 2 de octubre Aiden English alegó que tuvo un amorío con Lana en Milwaukee, pero fue una mentira para provocar a Rusev, dando pie a una rivalidad entre este y Aiden. El 28 de octubre en Evolution participó en un battle royal por una oportunidad a un título femenino, pero fue eliminada por Tamina. Durante estos meses, junto a Rusev volvieron a participar en la segunda temporada del WWE Mixed Match Challenge, pero fueron derrotados el 20 de noviembre por Carmella y R-Truth. El 27 de noviembre en SmackDown, participó en un battle royal por ser la contendiente #1 al Campeonato Femenino de Smackdown, pero fue eliminada por Sonya Deville. El 25 de diciembre en el episodio de SmackDown estuvo presente cuando Rusev derrotó a Shinsuke Nakamura y ganó el Campeonato de los Estados Unidos. 
El 27 de enero de 2019 en Royal Rumble acompañó a Rusev en su defensa por el título contra Nakamura, sin embargo durante el combate se doblo el tobillo izquierdo al tratar de ayudar a su marido. En ese mismo evento, entró en el Women's Royal Rumble como número #28. Sin embargo debido a su lesión no pudo llegar a competir, siendo sustituida por Becky Lynch, quien ganó el combate. En WrestleMania 35 participó en el WrestleMania Women's Battle Royal, pero salió eliminada por Sarah Logan. Después de algunos meses fuera, Lana regresó en Raw como heel el 30 de septiembre del 2019, después de traicionar a Rusev besándose con Bobby Lashley. Rusev, buscando respuestas por la infidelidad de Lana, lo acusaría de ser un adicto al sexo, lo que llevó a los dos a divorciarse en el episodio del 9 de diciembre de Raw, durante el cual Rusev fue atacado por Lashley. El 30 de diciembre durante la boda de Lana y Lashley, Liv Morgan hizo su regreso a la empresa alegando estar enamorada de Lana, pues habían mantenido una relación en el pasado.

#### 2020-2021
En el episodio del 13 de enero de 2020 de Raw, se programó una lucha por equipos mixtos entre Rusev  y Liv Morgan contra Bobby Lashley y Lana en la que ganaron. En el Royal Rumble, Lana participó en el Royal Rumble y entró en el número 5, pero fue eliminada por Liv Morgan. El 27 de enero y el 3 de febrero episodio de Raw, Lana fue derrotada por Liv Morgan, poniendo fin a su enemistad. Lana comenzó una rivalidad con MVP, luego de que intentara ganarse a Bobby Lashley como aliado. En Backlash, Bobby Lashley no pudo capturar el Campeonato de la WWE después de ser distraído por Lana. La noche siguiente en Raw, Lashley confrontó a Lana y la culpó por perderla, pidiendo el divorcio. En el episodio del 22 de junio de Raw, formó una alianza con Natalya después de que la ayudó a derrotar a Liv Morgan. En el episodio del 31 de agosto de Raw, Lana fue derrotada por Mickie James. En el episodio del 7 de septiembre de Raw, Lana y Natalya fueron derrotadas por Asuka y Mickie James. En el episodio del 14 de septiembre de Raw, ella y Natalya fueron derrotadas por Morgan y Ruby Riott. En el episodio del 21 de septiembre de Raw, fueron derrotadas por Nia Jax y Shayna Baszler. El 28 de septiembre en Raw, fueron derrotadas por Dana Brooke y Mandy Rose. Lana tuvo una pelea con Baszler yJax, esta última siempre cruzando la mesa de comentarios con el cuerpo de Lana de ella. El 12 de octubre, en el Draft, Lana y Natalya fueron derrotadas por Brooke y Rose, luego del combate fue abandonada por Natalya y culpó a Lana por las derrotas y el fin de su alianza. La semana siguiente, fue derrotada por Asuka después de que Nia Jax pusiera a Lana en la mesa de anuncios. 
Lana regresó en el Royal Rumble el 31 de enero de 2021, donde participaba en el combate femenino de Royal Rumble entrando en el número 26, eliminando a Nia Jax; sin embargo, recientemente fue eliminada por su excompañera de equipo Natalya. La noche siguiente en Raw, se asoció con Naomi para derrotar a Charlotte, Asuka, Dana Brooke y Mandy Rose en una lucha por equipos para ganar una oportunidad en el Campeonato Femenino en Parejas de WWE. La semana siguiente, la rivalidad de Lana con Nia Jax y Shayna Baszler continuó, pero ahora tenía a Naomi como compañera de equipo. El 8 de marzo en Raw, Lana y Naomi fueron derrotadas por Jax y Baszler debido a la distracción de Reginald. En WrestleMania, ambas participaron en el equipo por la oportunidad de competir por el Campeonato de Parejas Femenino, pero fueron el primer equipo eliminado por Carmella y Billie Kay. En el episodio del 3 de mayo de Raw, Lana y Naomi se enfrentaron de nueva cuenta a Jax y Baszler por el Campeonato de Parejas Femenino, pero fueron derrotadas gracias a la ayuda de Reginald. El 31 de mayo en Raw, fue derrotada junto con Naomi por Dana Brooke y Mandy Rose, siendo este su última lucha en WWE. 
El 2 de junio de 2021, Lana fue liberada de la empresa después de 8 años.

### All Elite Wrestling (2023-2024)
Tras un tiempo fuera del ring, debutó bajo su nombre real en la empresa All Elite Wrestling (AEW) en su pago por evento All Out el 3 de septiembre de 2023, intentando salvar a su esposo Miro de un ataque posterior al combate de Powerhouse Hobbs al atacar a Hobbs con una silla. En el episodio del 23 de septiembre de Collision, Perry (ahora conocida como "C.J.") dio una entrevista en la que afirmó que Miro había «perdido el rumbo» y que ella estaría manejando a otros clientes. En el episodio del 14 de octubre de Collision , Miro atacó a Action Andretti después de que Andretti expresara interés en ser dirigido por CJ. En noviembre de 2023, CJ comenzó a dirigir a Andrade El Ídolo, lo que llevó a un partido entre éste y Miro en Worlds End el mes siguiente, donde Miro derrotó a Andrade debido a una traición de Perry. 
Esta sería su última aparición en AEW ya que el 12 de julio de 2024, CJ reveló que ya no estaba en la empresa.

### Regreso a WWE (2025-presente)
El 21 de abril de 2025 se anunció que Perry había renovado con la WWE bajo un contrato de leyendas, mientras que su esposo Barnyashev (actuando nuevamente como Rusev) regresó a Raw el mismo día como competidor de tiempo completo.

## Otros medios

### Videojuegos
| Año  | Juego                    | Notas                               | Marca |
| ---- | ------------------------ | ----------------------------------- | ----- |
| 2014 | WWE 2K15 y WWE SuperCard | Debut - como mánager de Rusev (DLC) |       |
| 2015 | WWE 2K16                 | como mánager                        |       |
| 2016 | WWE 2K17                 | como mánager                        |       |
| 2017 | WWE 2K18                 | como mánager                        |       |
| 2018 | WWE 2K19                 | como personaje jugable              |       |
| 2019 | WWE 2K20                 | como personaje jugable              |       |
| 2022 | WWE 2K22                 | como personaje jugable              |       |

## Vida personal
El 29 de julio de 2016, contrajo matrimonio con el luchador profesional búlgaro Miroslav Barnyashev (conocido profesionalmente como Rusev / Miro). Ambos se separaron en marzo de 2024. En marzo de 2025, TMZ informó que la pareja se había reconciliado.

## Filmografía

### Cine
| Año  | Título                                      | Papel                        | Notas               |
| ---- | ------------------------------------------- | ---------------------------- | ------------------- |
| 2008 | Benny Future and the Madman from Manchester | Arabella                     |                     |
| 2011 | Big Mommas: Like Father, Like Son           | Bailarina                    | No acreditada       |
| 2011 | Big Time Beach Party                        | Bailarina                    | Película televisiva |
| 2012 | Pitch Perfect                               | Nota de pie #5/Opening Bella |                     |
| 2013 | Soul                                        | Alexis                       |                     |
| 2015 | Pitch Perfect 2                             | Legacy Bella                 |                     |
| 2015 | Interrogation                               |                              |                     |

### Televisión
| Año         | Título                         | Papel       | Notas                               |
| ----------- | ------------------------------ | ----------- | ----------------------------------- |
| 2008        | The Millionaire Matchmaker     | Ella misma  | Episodio: «Tai/German»              |
| 2009        | The Real Housewives of Atlanta | Ella misma  | Episodio: «Better Tardy Than Never» |
| 2011        | The Game                       | Ashley      | Episodio: «A Very Special Episode»  |
| 2011        | The Fresh Beat Band            | Steguitarus | Episodio: «Veloci-Rap-Star»         |
| 2011–2012   | I.C.I.R.U.S.                   | Brit        | 7 episodios                         |
| 2013        | Banshee                        | Crystal     | Episodio: «Wicks»                   |
| 2016 - 2018 | Total Divas                    | Ella misma  | Protagonista (Temporada 6 - 8)      |

## Discografía

### Sencillos
| Año  | Sencillo              | Álbum |
| ---- | --------------------- | ----- |
| 2009 | «Would You Like That» | –     |

## Campeonatos y logros
- WrestleCrap
  - Gooker Award (2015) - Feudo con Rusev & Summer Rae/Dolph Ziggler[36]

- Wrestling Observer Newsletter
  - Mejor Gimmick (2014) con Rusev[37]